# Ardisia oreophila
Ardisia oreophila är en viveväxtart som beskrevs av C.M.Hu. Ardisia oreophila ingår i släktet Ardisia och familjen viveväxter. Inga underarter finns listade i Catalogue of Life.